# Parens scientiarum
Parens scientiarum (Madre delle Scienze) è il titolo, costituito dall'incipit, con cui si designa una bolla papale emessa in Laterano da Papa Gregorio IX il 13 aprile 1231 (quinto anno del suo pontificato), maturata dopo lo Sciopero studentesco del 1229 all'Università di Parigi.
La bolla pontificia assicurava l'indipendenza e l'autogoverno della Sorbona, l'università parigina presso la quale lo stesso papa aveva studiato teologia.

## Storia
Il documento pontificio, in cui Gregorio IX onorava la sua Alma Mater definendola Madre delle Scienze, fu elaborato dopo due anni di negoziati serviti per ricomporre la frattura che aveva visto contrapporsi la componente universitaria e quella cittadina, una situazione ricorrente nelle città universitarie, che, nel caso di Parigi, era degenerata nei tumulti scoppiati il martedì grasso in tempo di Carnevale del 1229, seguito da un lungo sciopero di professori e studenti, che aveva arrecato grave danno all città, sia dal punto di vista del prestigio, sia dal punto di vista economica.
La bolla, in un'ottica retrospettiva, è stata interpretata come una sorta di Magna Carta dell'Università di Parigi, perché lo statuto di indipendenza accademica e di autarchia che garantiva alla scuola rispetto alle possibili pretese delle autorità locali, fossero esse ecclesiastiche o secolari, ponendo l'università parigina sotto il diretto patronato del pontefice.
La risoluzione della vertenza si muoveva nel solco giuridico tracciato dall'Authentica Habita, la costituzione imperiale decretata da Federico Barbarossa molti anni prima all'Università di Bologna, vero modello per tutti i successivi interventi normativi sullo status di indipendenza giuridica dell'università medievale dai poteri locali. Di analogo tenore sarebbero stati gli accordi che, oltre un secolo e mezzo dopo, avrebbero risolto la controversia tra le componenti town and gown dell'Università di Oxford, degenerata nella cruenta rivolta di santa Scolastica scoppiata nella città di Oxford nel 1388.